# Ташлик (Григоріопольський район)
Ташлик (рум. Tașlîc; рос. Ташлык) — велике молдовське село в Григоріопольському районі в Молдові (Придністров'ї). Центр Ташлицької сільської ради.
Село розташоване вздовж долини річки Дністер, за 12 км від районного центру Григоріополя, та за 35 км від столиці ПМР — м. Тирасполя. Село має складну конфігурацію, зі звивистими вулицями та нерегулярною забудовою, зумовленими характером рельєфу місцевості.

## Географія
Селом тече Балка Темуш.

## Населення та господарство
Порівняно з більшістю сільських населених пунктів Придністров'я Ташлик має кращу демографічну стійкість. Динаміка чисельності населення:
- 1959 р. — 3489 жителів;
- 1970 р. — 3677;
- 1979 р. — 3500;
- 1989 р. — 3258;
- 2004 р. — 3224 чол.

На початок 2007 року на території села було розташовано 1239 дворів, проживало 3216 чол., з них тимчасово вибулих — 358 чол., працездатного населення — 1693 чол., безробітних — 1271 чол.
Село є етнічно мононаціональним — молдовани становлять 98,1 %, росіяни — 1,3 %, українці — 0,2 %.
На 2017 р. у селі працюють «Ташлицька загальноосвітня середня школа Григоріопольського району», дитячий садок, Будинок культури, лікарняна амбулаторія, магазини, питні заклади.
У 1990-ті рр. був відновлений сільський храм — церква великомученика Георгія Побідоносця. Землі села Ташлик становлять 4316 га, у тому числі державний резервний фонд — 3156 га, землі присадибного фонду — 14 га, фермерські господарства — 726 га, селянські господарства — 318 га, пасовища — 443 га, вулиці і площі — 123 га, ТОВ «Агро Компакт» — 163 га, ЗАТ «Тираспольський КХП»- 569 га, ДОГО «Григоріопольський хлібокомбінат» — 120 га, ТОВ «Григоріопольський комбінат хлібопродуктів»- 755 га.
Загальна площа житлового фонду — 92 859 кв.м. З 1239 дворів села Ташлик газифіковано 779. Протяжність всіх вулиць села 24,7 км, з них 3,8 км з асфальтовим покриттям. У селі експлуатуються 38 шахтних колодязів та функціонують 5 артезіанських свердловин.

## Історія
Вперше згадується в документах початку XVII ст. як невелике поселення, що складається з декількох напівземлянок, глинобитних хат і критої очеретом православної церкви. Поселення мало змішане українсько-молдавське населення. Наприкінці XVII ст. в село переселяються кілька болгарських сімей. У 1779 р. в селі налічувалося до 10 дворів.
Після приєднання до Росії 1792 року по Ясському мирному договору межиріччя Дністра і Південного Бугу в село активно переселяються бузькі козаки і бессарабські молдавани.
У 40-ві роки XIX століття Ташлик був казенним поселенням, в якому проживали 774 жителі.
Станом на 1886 рік в селі Буторської волості Тираспольського повіту Херсонської губернії мешкало 1665 осіб, налічувалось 331 дворове господарство, існували православна церква, школа, земська станція та лавка.
У другій половині XIX ст. в селі будуються кам'яна церква, церковно-приходська школа, бібліотека, поштово-телеграфне відділення, парові млини, торгові лавки, трактир, розробляються каменоломні. Згідно з даними перепису 1897 р. в Ташлику налічувалося 300 жителів і 146 дворів.
У роки громадянської війни в околицях села йшли бої. Після встановлення радянської влади в селі споруджується невелика електростанція (1921 р.) і відкривається нова школа. Масова колективізація 1930-х рр. призвела до репресій проти заможних селян. Багато сімей встигли втекти в румунську Бессарабію, інші були заслані в Сибір, а їх майно конфісковане. Створюється колгосп «Прогрес», який спеціалізувався на вирощуванні зернових, винограду, обробці фруктових садів.
У повоєнні десятиліття були побудовані середня школа, Будинок культури з кіноустановкою, бібліотека, лікарня, амбулаторія, аптека, дитячі ясла, дитячий садок, майстерні побутового обслуговування, їдальня, магазини, телефонна станція, радіовузол, відділення зв'язку. Зведений пам'ятник радянським воїнам, полеглим у Другій світовій війні на місці поховання 734 чоловік.

## Відомі люди
- Гуденко Петро Спиридонович — козак 2 1-ї бригади 4-ї Київської дивізії Армії УНР, Герой Другого Зимового походу